# Chlorocypha neptunus
Chlorocypha neptunus là loài chuồn chuồn trong họ Chlorocyphidae. Loài này được Sjöstedt mô tả khoa học đầu tiên năm 1899.